# Деленкур
Деленкур (фр. Delincourt) насеље је и општина у североисточној Француској у региону Пикардија, у департману Оаза која припада префектури Бове.
По подацима из 2011. године у општини је живело 510 становника, а густина насељености је износила 63,35 становника/km². Општина се простире на површини од 8,05 km². Налази се на средњој надморској висини од 120 метара (максималној 144 m, а минималној 65 m).

## Демографија
| 1962. | 1968. | 1975. | 1982. | 1990. | 1999. | 2011. |
| ----- | ----- | ----- | ----- | ----- | ----- | ----- |
| 276   | 286   | 332   | 447   | 503   | 510   | 510   |

График промене броја становника у току последњих година